# Clara-Villerach
Clara-Villerach, (anteriormente Clara), en idioma francés y oficialmente, Clarà i Villerac en catalán, es una localidad  y comuna francesa, situada en el departamento de Pirineos Orientales en la región de Languedoc-Rosellón y comarca histórica del Conflent.
A sus habitantes se les conoce por el gentilicio de claranencs en francés y cleranenc, cleranenca en catalán.

## Geografía

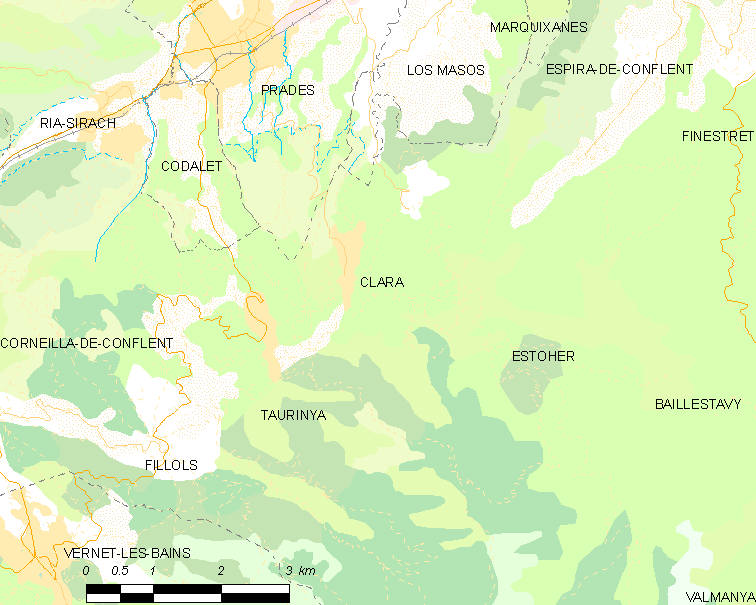
Situación de Clara

## Demografía
| 70 | 109 | 106 | 119 | 153 | 161 |
| Para los censos de 1962 a 1999 la población legal corresponde a la población sin duplicidades (Fuente: INSEE [Consultar]) |     |     |     |     |     |